# Tauriskos von Tralleis

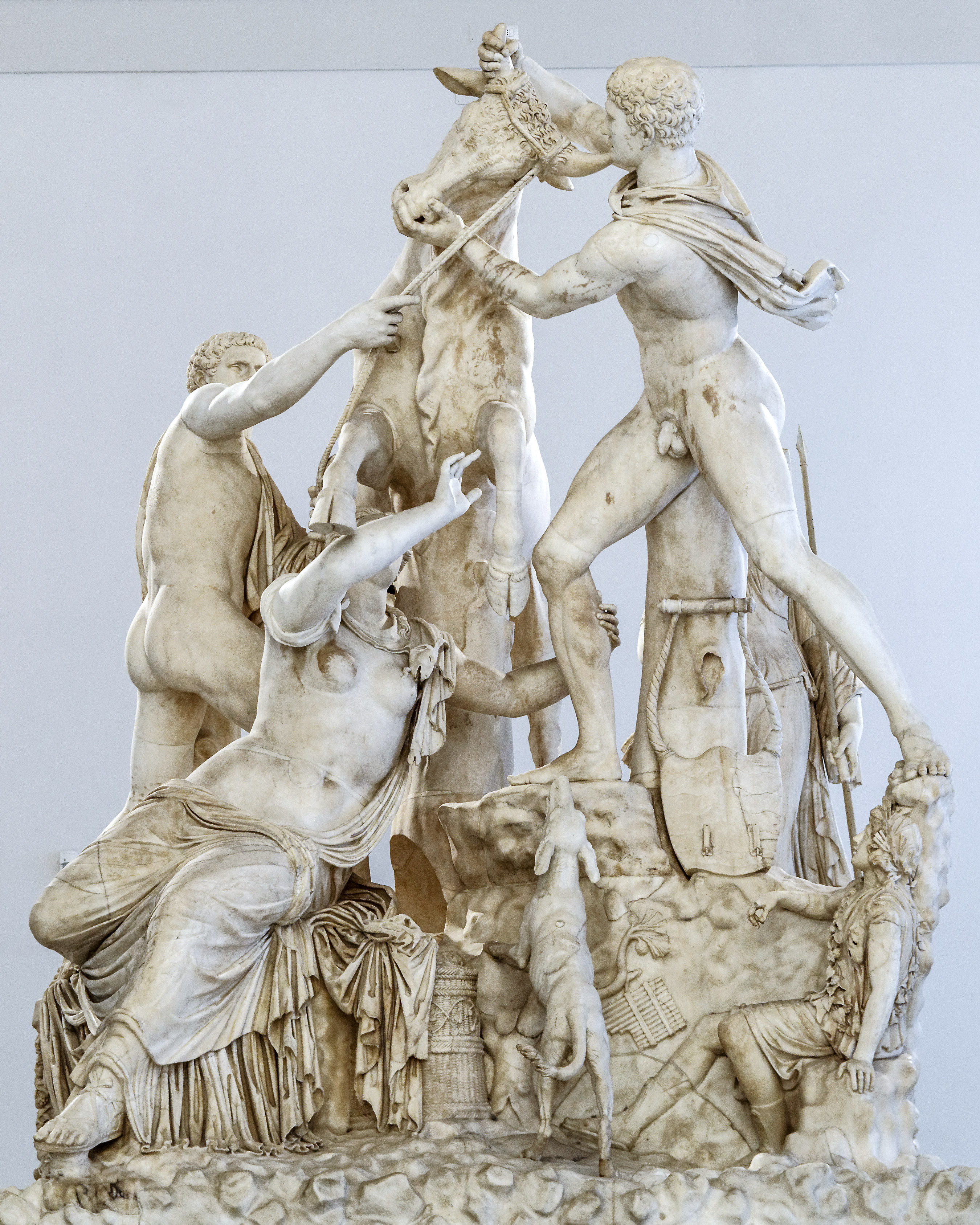
Die Kopie der als Farnesischer Stier bekannten Skulptur von Apollonios und Tauriskos von Tralleis im Archäologischen Nationalmuseum Neapel

Tauriskos von Tralleis war ein griechischer Bildhauer, der im 2. Jahrhundert v. Chr. tätig war. Er stammte aus Tralleis in Karien und war der Sohn eines Artemidoros. 
Plinius erwähnt ihn in seiner Naturgeschichte; er ist nach dieser Quelle von dem gleichnamigen griechischen Toreuten Tauriskos von Kyzikos zu unterscheiden. Sein Bruder war der Bildhauer Apollonios von Tralleis. Nach einem bei Plinius genannten Streit erklärten die beiden Brüder: „offensichtlich wäre Menekrates ihr Vater, Artemidoros sei nur ihr natürlicher“. Die Bedeutung dieser Aussage wird diskutiert; möglicherweise war Menekrates der Lehrer und Erzieher der Brüder. Eine eindeutige Zuweisung zu einer historischen Person ist aber zurzeit nicht möglich.
Das heute bekannteste Werk der Brüder ist eine Skulptur, von der in römischer Zeit eine Marmorkopie angefertigt wurde, welche in den Caracalla-Thermen in Rom gefunden wurde. Motiv der Figurengruppe, die in der Gegenwart als Farnesischer Stier bekannt ist, ist die Bestrafung der Dirke.